# 코린 디아크르
코린 디아크르(프랑스어: Corinne Diacre, 1974년 8월 4일 ~ )는 프랑스의 전직 여자 축구 선수 및 현 축구 지도자이다. 선수 시절 포지션은 수비수였으며 2017년부터 2023년까지 프랑스 여자 축구 국가대표팀 감독을 맡았다.

## 선수 경력
1988년에 프랑스 디비지옹 1 페미닌 소속 여자 축구 클럽인 ASJ 소요에 입단하면서 데뷔했다. 1993년부터 2005년까지 프랑스 여자 축구 국가대표팀 선수로 활동했고 3차례의 UEFA 유럽 여자 축구 선수권 대회(1997년, 2001년, 2005년), 1차례의 FIFA 여자 월드컵(2003년)에 참가했다. 2007년에 십자인대 부상으로 인해 축구 선수 생활을 마감하게 된다.

## 감독 경력
2007년부터 2013년까지 ASJ 소요의 감독을 역임하는 한편 프랑스 여자 축구 국가대표팀의 브뤼노 비니 감독의 코치로도 활동했다. 2014년부터 2017년까지 리그 2 소속 클럽인 클레르몽 푸트의 감독을 역임하면서 프랑스의 여자 축구 감독으로는 최초로 남자 축구 클럽의 감독이 되었다.
2017년 8월 30일에는 올리비에 에슈아프니의 뒤를 이어 프랑스 여자 축구 국가대표팀 감독으로 임명되었다. 프랑스에서 개최된 2019년 FIFA 여자 월드컵에서는 프랑스의 8강 진출에 기여했고 잉글랜드에서 개최된 UEFA 여자 유로 2022에서는 프랑스의 준결승전 진출에 기여했다. 그러나 프랑스 여자 축구 국가대표팀의 선수 선발 기준, 전술을 비롯한 여러 문제를 놓고 주장인 웬디 르나르를 비롯한 여러 선수들과의 갈등을 빚었는데 프랑스 축구 연맹은 2023년 3월 9일에 코린 디아크르를 프랑스 여자 축구 국가대표팀 감독에서 경질한다고 발표했다.